# Joseph E. Washington
Joseph Edwin Washington, född 10 november 1851 i Robertson County i Tennessee, död 28 augusti 1915 i Robertson County i Tennessee, var en amerikansk demokratisk politiker. Han var ledamot av USA:s representanthus 1887–1897.
Washington utexaminerades 1873 från Georgetown University. Han studerade sedan juridik vid Vanderbilt University men arbetade aldrig som advokat. Han ägde en tobaksplantage i Tennessee och var ledamot av Tennessees representanthus 1877–1879. År 1887 efterträdde han Andrew Jackson Caldwell som kongressledamot och efterträddes 1897 av John W. Gaines. Washington avled 1915 och gravsattes på en familjekyrkogård.